# (35323) 1997 CD26
1997 CD26 (asteroide 35323) é um asteroide da cintura principal. Possui uma excentricidade de 0.05509480 e uma inclinação de 10.96582º.
Este asteroide foi descoberto no dia 13 de fevereiro de 1997 por Takeshi Urata em Oohira.